# Louis Verhelst
Louis Verhelst (Menen, 28 augustus 1990) is een Belgisch wielrenner die anno 2018 rijdt voor Tarteletto-Isorex.
Na een goed 2012, waarin hij als belofte enkele wedstrijden bij de eliterenners won, reed Verhelst per 1 januari 2013 prof bij de Tsjechische ploeg Etixx-iHNed. Hij reed er een goed seizoen en won drie ritten in kleinere Franse rittenkoersen. Vanaf 1 augustus mocht hij stage lopen bij Cofidis. Hij wist in zijn stageperiode te overtuigen en tekende samen met ploegmaat Florian Sénéchal een contract voor 2014. In 2016 stapte hij over naar Roubaix Métropole européenne de Lille en in 2017 naar Pauwels Sauzen-Vastgoedservice.

## Overwinningen
2012
3e etappe Tour de l'Eure et Loire (ploegentijdrit)
Memorial Danny Jonckheere
2013
1e etappe Boucle de l'Artois
1e etappe Circuit des Ardennes
1e etappe Ronde van Bretagne
2017
4e, 5e en 6e etappe Ronde van Ivoorkust

## Resultaten in voornaamste wedstrijden
7e op Belgisch kampioenschap in Wielsbeke
| Jaar | Milaan-San Remo | Gent-Wevelgem | Ronde van Vlaanderen | Parijs-Roubaix |
| ---- | --------------- | ------------- | -------------------- | -------------- |
| 2014 |                 | opgave        |                      | opgave         |
| 2015 | opgave          | opgave        | 128e                 |                |

## Ploegen
- 2003 -  Cycling team Menen
- 2013 –  Etixx-iHNed
- 2013 –  Cofidis, Solutions Crédits (stagiair vanaf 1-8)
- 2014 –  Cofidis, Solutions Crédits
- 2015 –  Cofidis, Solutions Crédits
- 2016 –  Roubaix Métropole européenne de Lille
- 2017 –  Pauwels Sauzen-Vastgoedservice
- 2018 –  Tarteletto-Isorex